# Odiham
Odiham es una parroquia civil y un pueblo del distrito de Hart, en el condado de Hampshire (Inglaterra).

## Geografía
Según la Oficina Nacional de Estadística británica, Odiham tiene una superficie de 23,42 km².

## Demografía
Según el censo de 2001, Odiham tenía 4959 habitantes (52,95% varones, 47,05% mujeres) y una densidad de población de 211,74 hab/km². El 19,52% eran menores de 16 años, el 73,7% tenían entre 16 y 74 y el 6,78% eran mayores de 74. La media de edad era de 36,65 años. Del total de habitantes con 16 o más años, el 29,54% estaban solteros, el 57,86% casados y el 12,6% divorciados o viudos.
El 92,6% de los habitantes eran originarios del Reino Unido. El resto de países europeos englobaban al 3% de la población, mientras que el 4,4% había nacido en cualquier otro lugar. Según su grupo étnico, el 98,83% eran blancos, el 0,36% mestizos, el 0,3% asiáticos, el 0,22% negros, el 0,16% chinos y el 0,12% de cualquier otro. El cristianismo era profesado por el 79,31%, el budismo por el 0,08%, el hinduismo por el 0,1%, el judaísmo por el 0,1%, el islam por el 0,14% y cualquier otra religión, salvo el sijismo, por el 0,24%. El 13,43% no eran religiosos y el 6,59% no marcaron ninguna opción en el censo.
Había 1749 hogares con residentes, de los cuales el 24,25% estaban habitados por una sola persona, el 2,92% por padres solteros, el 21,78% por parejas sin hijos, el 30,47% por parejas con hijos dependientes y el 6,35% con hijos independientes, el 9,38% por jubilados y el 4,86% por otro tipo de composición. Además, había 103 hogares sin ocupar y 8 eran alojamientos vacacionales o segundas residencias. 2717 habitantes eran económicamente activos, 2671 de ellos (98,31%) empleados y 46 (1,69%) desempleados.